# Vuelta a España 1992
La Vuelta a España 1992, quarantasettesima edizione della corsa, si svolse in venti tappe precedute da un cronoprologo iniziale, dal 27 aprile al 17 maggio 1992, per un percorso totale di 3 395 km. Fu vinta dallo svizzero Tony Rominger che terminò la gara in 96.14'50" alla media di 35,275 km/h.
Partenza della prima tappa a Jerez de la Frontera con 189 ciclisti, di cui 139 tagliarono il traguardo di Madrid.

## Tappe
| Tappa  | Data      | Percorso                                 | km    | Vincitore di tappa          | Leader cl. generale  |
| ------ | --------- | ---------------------------------------- | ----- | --------------------------- | -------------------- |
| Prol.  | 27 aprile | Jerez de la Frontera (Cron. individuale) | 9,2   | Jelle Nijdam                | Jelle Nijdam         |
| 1ª-1ª  | 28 aprile | San Fernando > Jerez de la Frontera      | 135,5 | Djamolidine Abdoujaparov    | Jelle Nijdam         |
| 1ª-2ª  | 28 aprile | Arcos > Jerez (Cron. squadre)            | 32,6  | Gatorade-Chateau d'Ax       | Pello Ruiz Cabestany |
| 2ª     | 29 aprile | Jerez de la Frontera > Cordova           | 205   | Jean-Paul van Poppel        | Pello Ruiz Cabestany |
| 3ª     | 30 aprile | Linares > Albacete                       | 229   | Djamolidine Abdoujaparov    | Pello Ruiz Cabestany |
| 4ª     | 1º maggio | Albacete > Gandia                        | 213,5 | Jean-Paul van Poppel        | Pello Ruiz Cabestany |
| 5ª     | 2 maggio  | Gandia > Benicasim                       | 202,8 | Edwig Van Hooydonck         | Pello Ruiz Cabestany |
| 6ª     | 3 maggio  | Alquerías > Oropesa (Cron. individuale)  | 49,5  | Erik Breukink               | Jesús Montoya        |
| 7ª     | 4 maggio  | Lérida > Pla de Beret                    | 240,5 | Jon Unzaga                  | Jesús Montoya        |
| 8ª     | 5 maggio  | Viella > Luz Ardiden (FR)                | 144   | Laudelino Cubino            | Jesús Montoya        |
| 9ª     | 6 maggio  | Luz-Saint-Sauveur (FR) > Sabiñánigo      | 196   | Julio César Cadena Villegas | Jesús Montoya        |
| 10ª    | 7 maggio  | Sabiñánigo > Pamplona                    | 162,9 | Djamolidine Abdoujaparov    | Jesús Montoya        |
| 11ª    | 8 maggio  | Pamplona > Burgos                        | 200,1 | Johan Bruyneel              | Jesús Montoya        |
| 12ª    | 9 maggio  | Burgos > Santander                       | 178,3 | Roberto Torres              | Jesús Montoya        |
| 13ª    | 10 maggio | Santander > Lagos de Covadonga           | 213,4 | Pedro Delgado               | Jesús Montoya        |
| 14ª    | 11 maggio | Cangas de Onís > Alto del Naranco        | 163   | Francisco Javier Mauleón    | Jesús Montoya        |
| 15ª    | 12 maggio | Oviedo > León                            | 162   | Tom Cordes                  | Jesús Montoya        |
| 16ª    | 13 maggio | León > Salamanca                         | 200,6 | Eric Vanderaerden           | Jesús Montoya        |
| 17ª    | 14 maggio | Salamanca > Avila                        | 218,9 | Enrico Zaina                | Jesús Montoya        |
| 18ª    | 15 maggio | Fuenlabrada (Cron. individuale)          | 37,9  | Tony Rominger               | Tony Rominger        |
| 19ª    | 16 maggio | Collado Villalba > Palazuelos de Eresma  | 188,3 | Tony Rominger               | Tony Rominger        |
| 20ª    | 17 maggio | Palazuelos de Eresma > Madrid            | 175   | Djamolidine Abdoujaparov    | Tony Rominger        |
| Totale | Totale    | Totale                                   | 3 395 |                             |                      |

## Squadre e corridori partecipanti
Le 21 squadre partecipanti alla gara furono:
| N.      | Cod. | Squadra                  |
| ------- | ---- | ------------------------ |
| 1-9     | ONC  | ONCE                     |
| 11-19   | BUC  | Buckler-Colnago-Decca    |
| 21-29   | BAN  | Banesto                  |
| 31-39   | CAR  | Carrera-Vagabond-Tassoni |
| 41-49   | CLA  | Clas-Cajastur            |
| 51-59   | PDM  | PDM-Ultima-Concorde      |
| 61-69   | AMA  | Amaya Seguros            |
| 71-79   | TVM  | TVM-Sanyo                |
| 81-89   | ART  | Artiach-Royal Fruco      |
| 91-99   | GAT  | Gatorade-Chateau d'Ax    |
| 101-109 | SEU  | SEUR                     |

| N.      | Cod. | Squadra                 |
| ------- | ---- | ----------------------- |
| 111-119 | COL  | Collstrop-Assur Carpets |
| 121-129 | FES  | Lotus-Festina           |
| 131-139 | GBM  | GB-MG Maglificio        |
| 141-149 | KEL  | Kelme-Don Cafe          |
| 151-159 | MAV  | Puertas Mavisa          |
| 161-169 | WIG  | Wigarma                 |
| 171-179 |      | Ryalcao-Postbon         |
| 181-189 | SIC  | Sicasal-Acral           |
| 191-199 | MER  | Mercatone Uno           |
| 201-209 | RUS  | RUSS-Baikal             |

## Classifiche della corsa

### Classifica generale - Maglia oro
| Pos. | Corridore         | Squadra       | Tempo     |
| ---- | ----------------- | ------------- | --------- |
| 1    | Tony Rominger     | Clas-Cajastur | 96h14'50" |
| 2    | Jesús Montoya     | Amaya Seguros | a 1'04"   |
| 3    | Pedro Delgado     | Banesto       | a 1'42"   |
| 4    | Marco Giovannetti | Gatorade      | a 5'19"   |
| 5    | Federico Echave   | Clas-Cajastur | a 5'34"   |
| 6    | Laudelino Cubino  | Amaya Seguros | a 6'24"   |
| 7    | Fabio Parra       | Amaya Seguros | a 7'24"   |
| 8    | Raúl Alcalá       | PDM-Ultima    | a 12'50"  |
| 9    | Francisco Mauleón | Clas-Cajastur | a 15'44"  |
| 10   | Erik Dekker       | Buckler       | a 18'57"  |

### Classifica a punti - Maglia azzurra
| Pos. | Corridore       | Squadra       | Punti |
| ---- | --------------- | ------------- | ----- |
| 1    | D. Abdoujaparov | Carrera       | 157   |
| 2    | Tony Rominger   | Clas-Cajastur | 137   |
| 3    | Jelle Nijdam    | Buckler       | 129   |

### Classifica scalatori - Maglia verde
| Pos. | Corridore              | Squadra       | Punti |
| ---- | ---------------------- | ------------- | ----- |
| 1    | Carlos Hernández Bailo | Lotus-Festina | 194   |
| 2    | Tony Rominger          | Clas-Cajastur | 148   |
| 3    | Julio César Cadena     | Kelme         | 116   |

### Classifica sprint - Maglia bianca
| Pos. | Corridore           | Squadra     | Punti |
| ---- | ------------------- | ----------- | ----- |
| 1    | Vjačeslav Džavanjan | RUSS-Baikal |       |

### Classifica a squadre
| Pos. | Squadra       | Tempo      |
| ---- | ------------- | ---------- |
| 1    | Amaya Seguros | 288h58'24" |